# Sumurboto (Banyumanik)
Sumurboto is een bestuurslaag in het regentschap Semarang van de provincie Midden-Java, Indonesië. Sumurboto telt 11.812 inwoners (volkstelling 2010).